# Вос
Вос (на норвежки: Voss) е град и община в западната част на южна Норвегия. Разположен е във фюлке Хордалан. През 1277 г. тук е построена каменна църква, която е запазена. Получава статут на община на 1 януари 1838 г. Има жп гара. Обект на туризъм. Население 13 771 жители според данни от преброяването към 1 юли 2008 г.

## Личности
Родени
- Улав Дале (1958 – 2014), норвежки композитор и джазов саксофонист
- Кари Тро (р. 1974), норвежка скиорка, олимпийска шампионка